# ملاقي البطاح (حزم العدين)

تعديل مصدري - تعديل

ملاقي البطاح محلة تابعة لقرية البراح، التابعة لعزلة الشعاور بمديرية حزم العدين إحدى مديريات محافظة إب في الجمهورية اليمنية، بلغ تعداد سكانها 24 حسب تعداد اليمن لعام 2004.